# Иссумбоси

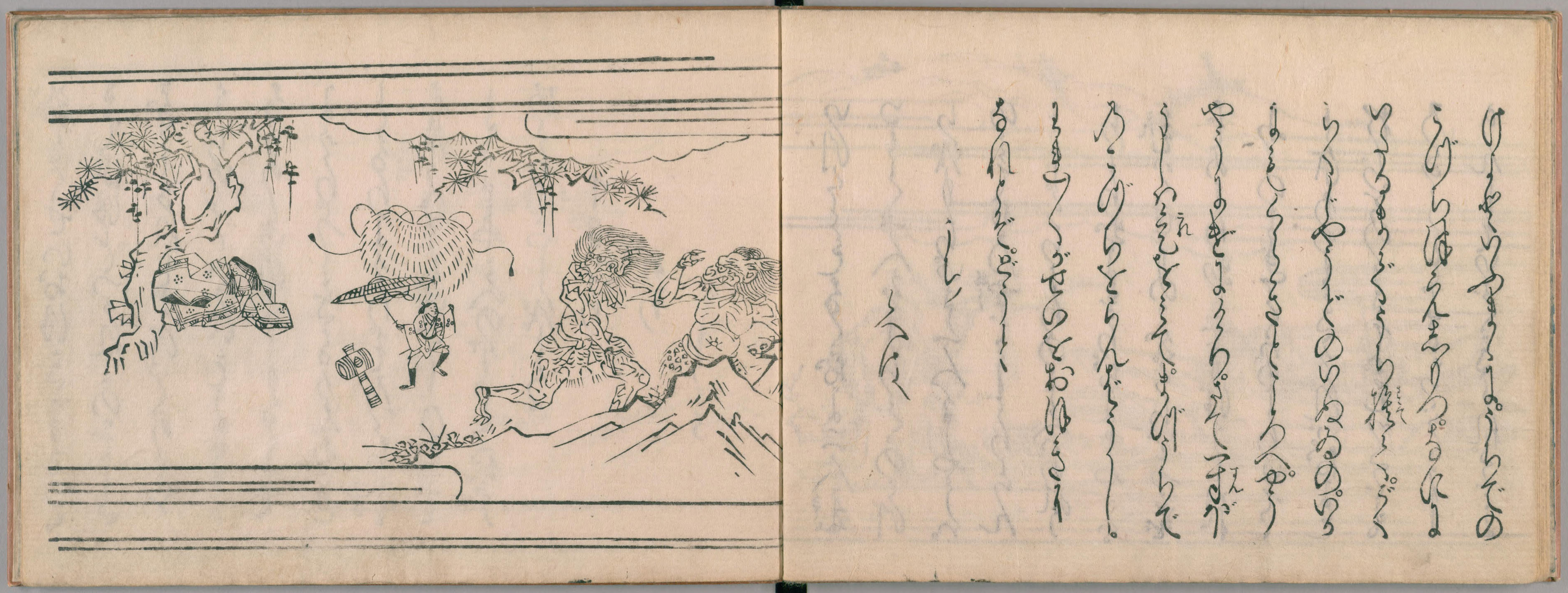
Иссумбоси из Отогидзоси

Иссумбоси (яп. 一寸法師 Иссумбо:си) — японская сказка, чей главный герой близок европейскому Мальчику-с-пальчик. Эта история содержится в старояпонской иллюстрированной книге Отоги-дзоси.

## Сюжет
История начинается со старой и обеспеченной, но бездетной пары, страстно желающей ребёнка. Муж и жена усердно молят божество Сумиёси, чтобы послало им хоть какое-нибудь дитя, пусть даже величиною с палец. В результате у них рождается крошечный сын, которого они назвали Иссумбоси. Однажды мальчик понимает, что никогда не будет расти. Когда ему исполняется 16 лет, он отправляется из своей родной деревни Нанива в тогдашнюю столицу Японии, Киото, чтобы найти своё место в мире.
Представляя себя миниатюрным самураем, Иссумбоси сделал из швейной иглы меч, из соломинки — ножны, суповую тарелку приспособил под лодку, а из палочек для еды выстрогал вёсла. Попрощавшись с родителями, он поплыл вверх по реке Эдогава, прячась от непогоды под мостом или среди прибрежных камней. Прибыв в столицу, Иссумбоси в поисках работы идёт в дом богатого даймё Сандзё — первого министра, к которому поступает на службу.
Скоро его сообразительность в исполнении поручений оценили по достоинству, и его полюбил весь дом. Особенно нежные чувства к Иссумбоси испытывала 13-летняя дочка даймё, Ханако, которая и ему очень нравилась, но из страха быть осмеянным и изгнанным тот предпочитал молчать о своих чувствах. Ханако же всегда брала Иссумбоси с собой. Однажды она в сопровождении Иссумбоси отправилась в храм Киёмидзу, чтобы поклониться богине милосердия.
На обратном пути на девушку внезапно напали демоны-они. Иссумбоси храбро бросился на них, но те подняли его на смех и несколько раз пытались проглотить. Укалывая их изнутри своим мечом, сделанным из иголки, Иссумбоси победил всех демонов. После их бегства он обнаружил брошенный ими волшебный молоточек (яп. 打ち出の小槌 утидэ но кодзуси), который мог исполнить любое желание при троекратном ударе о землю.
В качестве награды за его храбрость Ханако предлагает Иссумбоси самому воспользоваться властью молоточка. После первого удара Иссумбоси вырос на сяку (около 30 см), после второго — ещё на 3 сяку (около 91 см), а после третьего вырос окончательно и стал красивым юношей. Когда слух об этом происшествии достиг императора, то правитель пожаловал Иссумбоси чин военачальника и богатые дары, а Ханако стала его женою. В дом к Иссумбоси переселились отец и мать, и зажили все они дружно и счастливо.

## Иссумбоси в массовой культуре
- GoGo Sentai Boukenger, японский телесериал, имеет эпизод «Задача 21: Молоточек Утидэ».
- Иссумбоси был основанием для одного из трёх сериалов OVA, основанных на игровой серии Марио (1989 год).
- Сказка о Иссумбоси легла в основу сюжета японской компьютерной игры Touhou 14: Double Dealing Character.
- Появляется в 11 эпизоде аниме-сериала Hozuki’s Coolheadedness.
- Иссум-боси (названый в игре просто Иссун (Issun)) представлен в качестве одного из ключевых персонажей приключенческой экшн-игры Okami, изданной CAPCOM и разработанной её дочерней студией Clover в 2006-м году. Сюжет Okami и её персонажи представляют собой путешествие, составленное из переписанных традиционных японских сказок и легенд. Сам Иссун отыгрывает уникальную роль спутника, который говорит за фактического игрового персонажа - богиню солнца Аматерасу (которую он называет Эйми, на западный манер), которая не говорит. Его личность верна образу наглого хвастуна и ценителя женской красоты, который, тем не менее, имеет очень ярко выраженное чувство справедливости и бесстрашие в лице многократно превышающего противника, что в свою очередь является отражением характера фактического режиссёра игры - Хидэки Камии, ответственного за Devil May Cry и всего жанра "стильных экшн игр", где одним из обязательных элементов является "крутое" отношение главных героев к злодеям, что должно мотивировать игрока чувствовать и относиться к ним так же, ровно как и настраивает на нужный тон. В Okami эта функция практически полностью лежит на Иссуне.